# 松橋犬輔
松橋 犬輔（まつはし いぬすけ）は、日本の漫画家、イラストレーター。神奈川県横浜市出身。
代表作は『裁判長!ここは懲役4年でどうすか』。
2014年から『少年ジャンプ+』にて『神様、キサマを殺したい。』を連載中。2015年9月から休載。

## 略歴
- 2007年 - 『裁判長!ここは懲役4年でどうすか』の連載が『週刊コミックバンチ』（新潮社）で始まる。
- 2009年 - 『裁判長!ここは懲役4年でどうすか』が『傍聴マニア09〜裁判長!ここは懲役4年でどうすか〜』のタイトルで、向井理主演でドラマ化。なお、向井理は、本作が連続ドラマ初主演となる。
- 2010年 - 『裁判長!ここは懲役4年でどうすか』が原作エッセイ（北尾トロ著）をもとにして映画化。設楽統（バナナマン）、片瀬那奈が主演。
- 2011年 - 『裁判長!ぼくの弟懲役4年でどうすか』（ゼノンコミックス）を発売。
- 2011年 - 『君とガッタメラータ!』の連載が『ジャンプ改』（集英社）で始まる[3]。
- 2013年 - 『神様、キサマを殺したい。』の連載が『ジャンプ改』（集英社）で始まる。

## 人物
- 法廷や美大受験予備校[4]、少年犯罪など一般の漫画ではスポットがあたりにくい専門分野を題材にし、緻密なリサーチに基づき執筆を行っている。
- 2015年9月下旬ごろより「胆石療養」との理由で、『少年ジャンプ+』に連載中の『神様、キサマを殺したい。』を休載している[2]。

## 作品

### 漫画
- 裁判長!ここは懲役4年でどうすか（2007年 - 2009年 連載、『週刊コミックバンチ』（新潮社）全13巻）
- 裁判長!ぼくの弟懲役4年でどうすか（（2011年、ゼノンコミックス）
- 君とガッタメラータ!（2011年 - 2013年 連載、『ジャンプ改』（集英社）全3巻）
- 神様、キサマを殺したい。（2013年- 連載中[2]、『ジャンプ改』→『少年ジャンプ+』（集英社） 既刊4巻）